# Lettische Basketballnationalmannschaft der Damen
Die lettische Basketballnationalmannschaft der Damen vertritt Lettland im internationalen Basketball und wird vom offiziellen Basketball-Verband Latvijas Basketbola Savienība organisiert.
Die erste Teilnahme Lettlands an einem großen internationalen Turnier war bei der Europameisterschaft 1999. Die Mannschaft hat insgesamt zehn Mal an einer Europameisterschaft teilgenommen. Größter Erfolg war der 4. Platz bei der Europameisterschaft 2007. Außerdem konnte sie jeweils einmal an einer Weltmeisterschaft und an den Olympischen Spielen teilnehmen.

## Abschneiden bei internationalen Wettbewerben

### Olympische Spiele
| - 2008 – 9. Platz |

### Weltmeisterschaften
| - 2018 – 13. Platz |

### Europameisterschaften
| - 1999 – 09. Platz - 2005 – 06. Platz - 2007 – 04. Platz - 2009 – 07. Platz - 2011 – 08. Platz | - 2013 – 15. Platz - 2015 – 13. Platz - 2017 – 06. Platz - 2019 – 11. Platz - 2023 – 13. Platz |

## Kader
Eine Übersicht des aktuellen Kaders – für die Europameisterschaft 2023 – findet sich beispielsweise auf der englischsprachigen Fassung dieses Artikels.